# جیمز در-دریان
جیمز در-دریان (ارمنی: [] Error: {{Lang}}: فاقد متن (راهنما); انگلیسی: James Der Derian؛ زادهٔ ۱۹۵۵) کارشناس سیاسی ارمنی‌تبار اهل ایالات متحده آمریکا است. رئیس مطالعات بین‌المللی امنیت مایکل هینتس، و مدیر مرکز مطالعات بین‌المللی امنیت دانشگاه سیدنی است که از ژانویه ۲۰۱۳ در این سمت منصوب شد و فعالیت دارد. تحقیقات پژوهشی و آموزشی وی در زمینه امنیت بین‌المللی، فناوری اطلاعات، نظریه بین‌المللی و فیلم مستند است. وی قراردادش را در ژانویه ۲۰۱۳ منعقد کرد. در-دریان پیشتر از این استاد مطالعات بین‌المللی مؤسسه واتسون و استاد علوم سیاسی در دانشگاه براون بود. در ژوئیه ۲۰۰۴، او مدیر پروژهٔ امنیت جهانی این مؤسسه شد.